# Plectorrhiza tridentata
Plectorrhiza tridentata là một loài thực vật có hoa trong họ Lan. Loài này được (Lindl.) Dockrill miêu tả khoa học đầu tiên năm 1967.